# St. Paul zu Pichling (Linz)

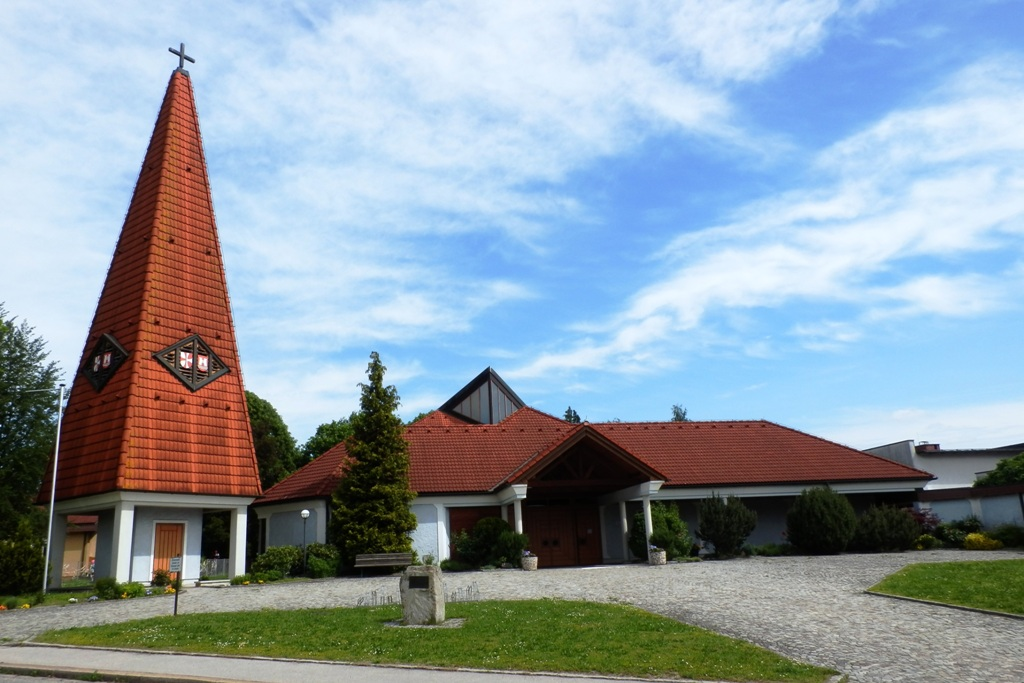
Pfarrkirche St. Paul Linz-Pichling

St. Paul zu Pichling ist eine römisch-katholische Pfarrkirche im Stadtteil Pichling der Stadt Linz in Oberösterreich. Die Kirche wird auch von der Russisch-orthodoxen Kirche genutzt.

## Geschichte
Die Mutterpfarre Ebelsberg gründete 1941 die Kaplanei in Pichling. 1967 erfolgte die Erhebung zur Pfarrexpositur. Von 1988 bis 1990 wurde die Pfarrkirche nach den Plänen des Architekten Anton Zemann erbaut.

## Kirchenbau
Der Hauptraum mit offener Decke und die Werktagskapelle wurde mit oktogonalem Grundriss errichtet. Die Sakristei ist ein unregelmäßig strukturierter niedriger Bau. Die Dachflächen sind teils durchfenstert. Die Eingangsfront hat eine Vorhalle mit Säulen übergiebelt. Der freistehende Glockenturm hat ein Pyramidendach auf Pfeilern.

## Ausstattung
Die Glasfenster schuf die Künstlerin Silvia Kropfreiter. Die Einrichtung gestaltete der Künstler Peter Dimmel. Das Kruzifix über dem Altar ist aus dem 19. Jahrhundert.